# Wheatland (Montana)
Wheatland es un lugar designado por el censo ubicado en el condado de Broadwater en el estado estadounidense de Montana. En el Censo de 2010 tenía una población de 568 habitantes y una densidad poblacional de 2,88 personas por km².

## Geografía
Wheatland se encuentra ubicado en las coordenadas 45°57′10″N 111°33′16″O / 45.95278, -111.55444. Según la Oficina del Censo de los Estados Unidos, Wheatland tiene una superficie total de 197.32 km², de la cual 195.86 km² corresponden a tierra firme y (0.74%) 1.46 km² es agua.

## Demografía
Según el censo de 2010, había 568 personas residiendo en Wheatland. La densidad de población era de 2,88 hab./km². De los 568 habitantes, Wheatland estaba compuesto por el 98.24% blancos, el 0% eran afroamericanos, el 0.18% eran amerindios, el 0% eran asiáticos, el 0% eran isleños del Pacífico, el 0.18% eran de otras razas y el 1.41% pertenecían a dos o más razas. Del total de la población el 0.53% eran hispanos o latinos de cualquier raza.